# Cloud (système d'exploitation)
Pour les articles homonymes, voir Cloud.
Cloud est un système d'exploitation basé sur un navigateur web, créé par Good OS LLC, une entreprise de Los Angeles. Ce groupe a lancé à l'origine une distribution Linux, gOS qui s'inspire d'Ubuntu.
Comme gOS, le projet a été abandonné.

## Navigateur et système d'exploitation
Cloud est un système d'exploitation simplifié qui ne sert qu'à exécuter un navigateur web, dont l'ensemble des fonctionnalités habituelles d'un ordinateur personnel sont fournies par une variété d'applications web. Grâce à sa simplicité, Cloud peut démarrer en quelques secondes.
Ce système d'exploitation a été créé pour les netbooks, les mobiles et les PC utilisés pour naviguer sur le web.
Il est possible de l'installer avec d'autres systèmes d'exploitation.

## Concurrents
- Google Chrome OS
- Chromium OS (version libre de développement de Google Chrome OS)
- Jolicloud (projet abandonné en 2016)
- Doky
- Firefox OS (projet abandonné en 2016)

## Liens
- Site internet officiel (lien mort)
- Article sur Betanews
- Article sur Geek.com